# Далматов, Иван Степанович
Иван Степанович Далматов (1875—1917) — русский художник, живописец и график.

## Биография
Родился 13 августа 1875 года[по какому календарю?] в селе Глебово Ярославской губернии в крестьянской семье. После окончания двухклассного училища был отправлен в Санкт-Петербург «мальчиком» к купцу.
В конце 1899 года был принят в живописную мастерскую княгини М. К. Тенишевой, где под руководством И. Е. Репина подготовился к поступлению в Академию художеств. В 1900—1908 годах учился в Высшем художественном училище живописи, скульптуры и архитектуры при Академии художеств, в мастерской Репина, получив 30 октября 1908 года звание художника за картину «Торжество разрушения».
Окончив учебу, остался в Петербурге, живя уроками рисования и преподаванием в средних учебных заведениях столицы.
Был, преимущественно, портретистом (портреты отца, С. А. Далматова; художников В. К. Эшкичевича, Я. М. Каца, Б. И. Яковлева, С. С. Масленникова; В. Я. Лаврова, матери, автопортрет). Участвовал в выставках с 1903 года. Экспонировался на Весенних выставках в залах Академии художеств (1904, 1906, 1907, 1910, 1913, 1914, 1916, 1917).
В 1910 году стал сооснователем и членом общества «Коммуна художников».
Умер в Петрограде в марте 1917 года. Погиб от случайной пули во время перестрелки в Петрограде — «в самый разгар стрельбы на улицах давал урок в одном фешенебельном доме у Марсова поля. В это время шальная пуля из винтовки, пущенная где-то далеко, ударилась в раму окна и, рикошетом попав в художника, сидевшего у простенка с учеником, застряла в печени. К вечеру раненый, перевезенный сейчас же в английский госпиталь, скончался в страшных мучениях»; 8 марта в церкви Академии художеств состоялось отпевание.
Его творчество представлено в ряде музейных собраний, в том числе в Рыбинском историко-художественном музее, где находятся его картины: «Натюрморт с кувшином» (холст, масло. 61,4х50. 1900-е) и «Путники» (холст, масло. 52,6х96,9. 1910-е).